# Montaulin
Montaulin és un municipi francès situat al departament de l'Aube i a la regió del Gran Est. L'any 2007 tenia 712 habitants.

## Demografia

### Població
El 2007 la població de fet de Montaulin era de 712 persones. Hi havia 269 famílies de les quals 48 eren unipersonals (20 homes vivint sols i 28 dones vivint soles), 91 parelles sense fills, 122 parelles amb fills i 8 famílies monoparentals amb fills.
La població ha evolucionat segons el següent gràfic:
Habitants censats

### Habitatges
El 2007 hi havia 289 habitatges, 268 eren l'habitatge principal de la família, 7 eren segones residències i 14 estaven desocupats. 277 eren cases i 10 eren apartaments. Dels 268 habitatges principals, 238 estaven ocupats pels seus propietaris, 25 estaven llogats i ocupats pels llogaters i 5 estaven cedits a títol gratuït; 2 tenien una cambra, 3 en tenien dues, 23 en tenien tres, 72 en tenien quatre i 169 en tenien cinc o més. 217 habitatges disposaven pel capbaix d'una plaça de pàrquing. A 100 habitatges hi havia un automòbil i a 157 n'hi havia dos o més.

### Piràmide de població
La piràmide de població per edats i sexe el 2009 era:
| Homes | Edats   | Dones |
| ----- | ------- | ----- |
| 0     | 95 o +  | 0     |
| 0     | 90 a 94 | 4     |
| 4     | 85 a 89 | 8     |
| 0     | 80 a 84 | 0     |
| 8     | 75 a 79 | 8     |
| 12    | 70 a 74 | 12    |
| 8     | 65 a 69 | 12    |
| 24    | 60 a 64 | 16    |
| 16    | 55 a 59 | 24    |
| 28    | 50 a 54 | 20    |
| 24    | 45 a 49 | 16    |
| 24    | 40 a 44 | 40    |
| 20    | 35 a 39 | 32    |
| 20    | 30 a 34 | 24    |
| 16    | 25 a 29 | 4     |
| 12    | 20 a 24 | 8     |
| 8     | 15 a 19 | 28    |
| 24    | 10 a 14 | 20    |
| 32    | 5 a 9   | 16    |
| 24    | 0 a 4   | 12    |

## Economia
El 2007 la població en edat de treballar era de 473 persones, 356 eren actives i 117 eren inactives. De les 356 persones actives 335 estaven ocupades (177 homes i 158 dones) i 21 estaven aturades (13 homes i 8 dones). De les 117 persones inactives 49 estaven jubilades, 53 estaven estudiant i 15 estaven classificades com a «altres inactius».

### Ingressos
El 2009 a Montaulin hi havia 280 unitats fiscals que integraven 751 persones, la mediana anual d'ingressos fiscals per persona era de 19.709 €.

### Activitats econòmiques
Dels 18 establiments que hi havia el 2007, 1 era d'una empresa de fabricació d'altres productes industrials, 10 d'empreses de construcció, 5 d'empreses de comerç i reparació d'automòbils, 1 d'una empresa d'hostatgeria i restauració i 1 d'una empresa de serveis.
Dels 11 establiments de servei als particulars que hi havia el 2009, 1 era un taller de reparació d'automòbils i de material agrícola, 6 paletes, 1 guixaire pintor, 1 lampisteria, 1 electricista i 1 restaurant.
L'únic establiment comercial que hi havia el 2009 era una adrogueria.
L'any 2000 a Montaulin hi havia 8 explotacions agrícoles.

## Equipaments sanitaris i escolars
El 2009 hi havia 2 escoles elementals integrades dins de grups escolars amb les comunes properes formant escoles disperses.

## Poblacions més properes
El següent diagrama mostra les poblacions més properes.